# برسق بن برسق
برسق بن برسق، المعروف أيضًا باسم برسق الثاني (توفي عام 1116 أو 1117)، كان أمير همدان.

## سيرته
كان برسق أبرز أبناء برسق الأكبر، وكان قائدًا تركيًا في خدمة السلطان السلجوقي محمد بن ملكشاه. بصفته أميرًا على همدان، شارك في الحملات العسكرية ضد الدول الصليبية منذ عام 1110. هزم حاكم ماردين إلغازي الأرتقي القائد الأعلى لجيش السلطان آق سنقر البرسقي في أواخر عام 1114.  وسرعان ما استبدل السلطان محمد آق سنقر ببرسق، ووجهه أيضًا إلى الجهاد ضد الصليبيين.  بعد جمع قوات جديدة في الموصل والجزيرة، غزا برسق سوريا في أوائل عام 1115.   بعد محاصرة الرها لفترة قصيرة، سار نحو حلب حيث أراد إنشاء قاعدة عملياته.  أرسل أتابك حلب الخصي لؤلؤ اليايا مبعوثين إلى إلغازي وأتابك دمشق طغتكين يطلبون مساعدتهم ضد برسق. اقترب إيلغازي وطغتكين من روجر دي سالرنو، الذي حكم إمارة أنطاكية، وسرعان ما استدعى روجر رؤساء الدول الصليبية الأخرى، بالدوين الأول ملك القدس، وبونس كونت طرابلس، وبالدوين الثاني كونت الرها.
هزم روجر برسق في معركة سرمين في 14 سبتمبر 1115.  وبعد هزيمة برسق، امتنع سلاجقة الموصل عن شن حملة عسكرية جديدة ضد الدول الصليبية في سوريا لمدة عشر سنوات.